# Линейные корабли типа Ajax
Тип линейных кораблей Ajax — два линейных корабля третьего ранга, созданных для Королевского флота. Они относились к так называемым большим 74-пушечным кораблям, так как несли 24-фунтовые пушки на верхних орудийных палубах, в отличие от обычных 74-пушечных, которые были вооружены 18-фунтовыми пушками. Конструкция кораблей типа Ajax представляла собой удлиненную версию HMS Invincible.

## Корабли
- HMS Kent

Строитель: Пэрри, верфь Блекуолл

Заказан: 10 июня 1795 года

Заложен: Октябрь 1795 года

Спущён на воду: 17 января 1798 года

Выведен: разобран, 1881 год

- HMS Ajax

Строитель: Джон Рэндалл, верфь в Ротерхите

Заказан: 30 апреля 1795 года

Заложен: сентябрь 1795 года

Спущён на воду: 3 марта 1798 года

Выведен: сгорел 4 февраля 1807 года